# Linaria parviracemosa
Linaria parviracemosa är en grobladsväxtart som beskrevs av David A. Sutton. Linaria parviracemosa ingår i släktet sporrar, och familjen grobladsväxter. Inga underarter finns listade i Catalogue of Life.